# نقولا الخامس
نِقُولَا الْخَامِس (بالإيطالية: Niccolò V)‏ (15 نوفمبر 1397 – 24 مارس 1455 م) ولد باسم توماسو بارنتوتشلي (بالإيطالية: Tommaso Parentucelli)‏ وكان البابا من 6 مارس 1447 م حتى وفاته عام 1455 م.

## وصلات خارجية
- سيرة نيقولا الخامس على "موسوعة نيو أدفنت" (بالإنجليزية)